# Kościół św. Rocha w Mdinie
Kościół św. Rocha (malt. Il-knisja ta' Santu Rokku, ang. Church of St. Roque), znany również jako Kościół Matki Bożej Światłości (malt. Il-knisja ta' Madonna tad-Dawl, ang. Church of Our Lady of Light) – rzymskokatolicki kościół znajdujący się w Mdinie na Malcie.

## Historia
W roku 1383 na miejscu aktualnego budynku stała kaplica pod wezwaniem Krzyża Świętego. Budynek ten zburzony został w roku 1681, na jego miejscu w latach 1723–1730 powstał kościół pod wezwaniem św. Rocha, przeniesiony z pobliża wejścia do miasta, gdzie znany był jako Santa Maria della Porta. Koszty budowy nowej świątyni pokrył biskup Paul Alphéran de Bussan. Od tamtego czasu kościół znany jest też pod wezwaniem Matki Bożej Światłości (Our Lady of Light), w konsekwencji umieszczenia tam obrazu il-Madonna tad-Dawl.

## Architektura
Kościółek ma kształt ośmiokąta z owalną kopułą z latarnią. Jego fasada jest barokowa z jońskimi pilastrami na rogach, posiadająca segmentowy fronton, ozdobiony wzorem płomienia. Łukowate drzwi, które mają wyszukane modelowanie wokół, zwieńczone są cherubinem i parapetami ozdobionymi girlandami i ślimacznicami. Girlandy zdobią również belkowanie nad drzwiami, otaczały one, teraz zniszczoną, tarczę herbową. Na szczycie fasady znajduje się niewielka dzwonnica z dwoma dzwonami. Ma ona również wyszukaną formę i zwieńczenie na każdym z czterech rogów. Na szczycie dzwonnicy znajduje się drewniany krzyż.

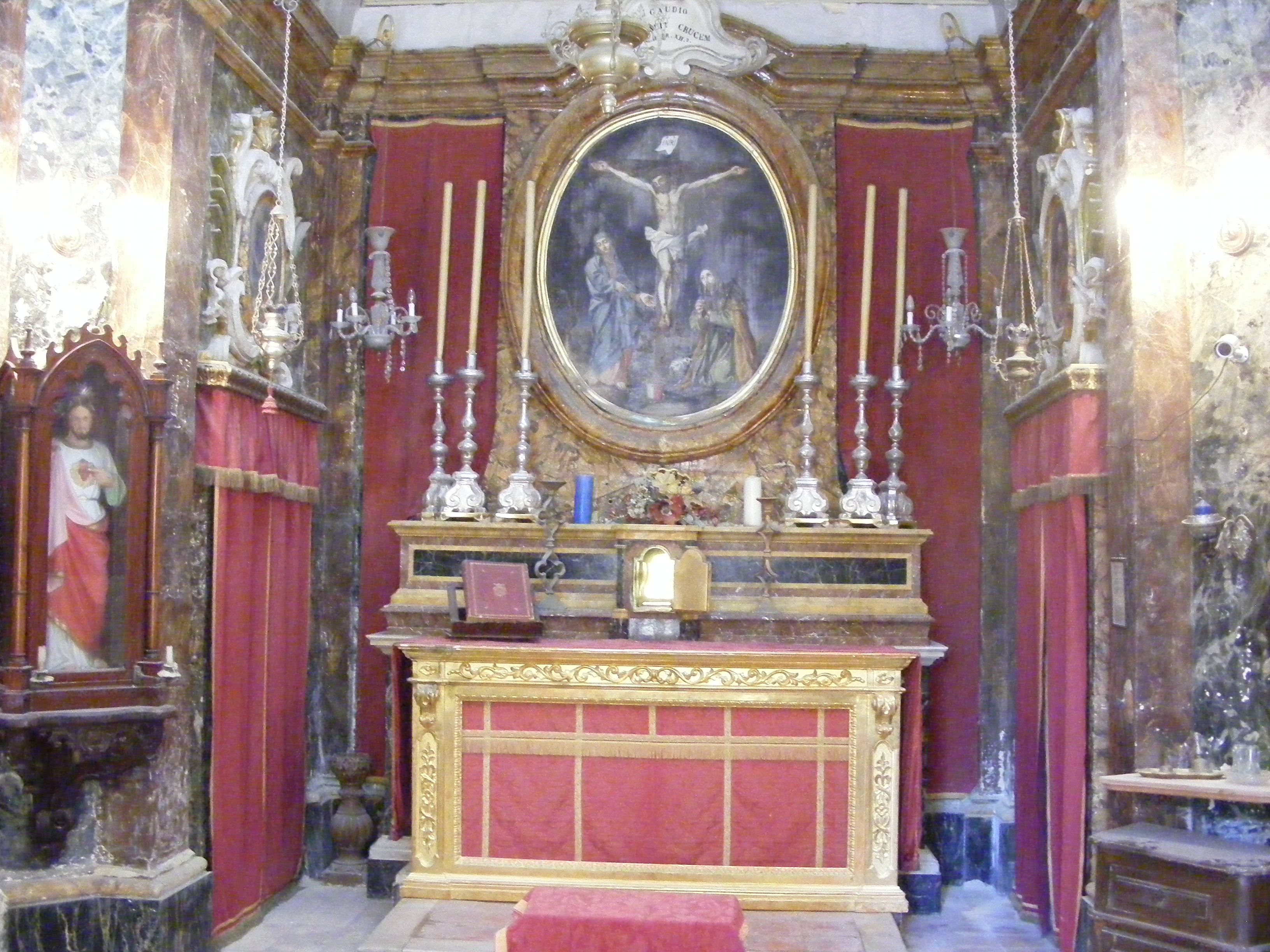
Wnętrze kościoła

## Wnętrze
Mocno cofnięte prezbiterium ma bogato rzeźbione retabulum, na którym znajduje się obraz przedstawiający scenę ukrzyżowania Chrystusa, otoczony dwoma owalnymi medalionami z obrazami przedstawiającymi św. Pawła oraz św. Jana Chrzciciela. Jedyny ołtarz został wykonany przez Portugalczyka Emanuela Perrena.

## Świątynia dziś
Kościół nie działa już w służbie liturgicznej, ale jest otwarty podczas wydarzeń kulturalnych i najważniejszych festiwali w Mdinie.

## Ochrona dziedzictwa kulturowego
Budynek kościoła wpisany został 28 marca 2014 roku na listę National Inventory of the Cultural Property of the Maltese Islands pod poz. 2198.